# Tifoseria del Football Club Internazionale Milano

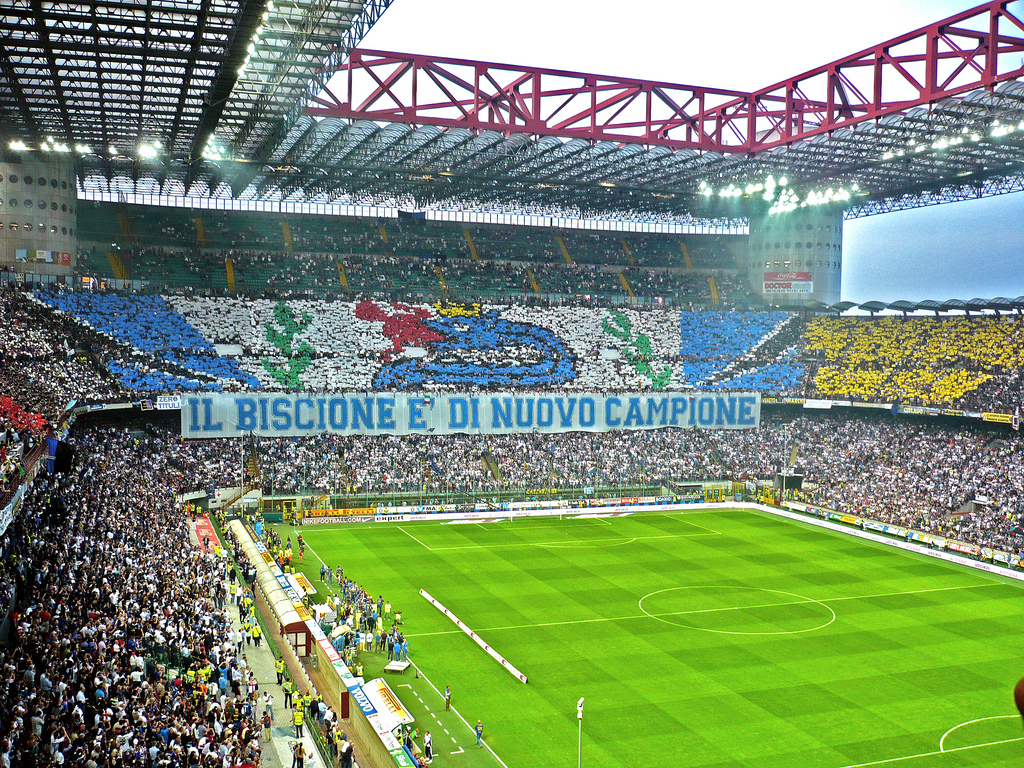
Coreografia interista al Meazza nel 2009

La presente voce riporta informazioni sulla tifoseria del Football Club Internazionale Milano, società calcistica italiana con sede a Milano.

## Contesto

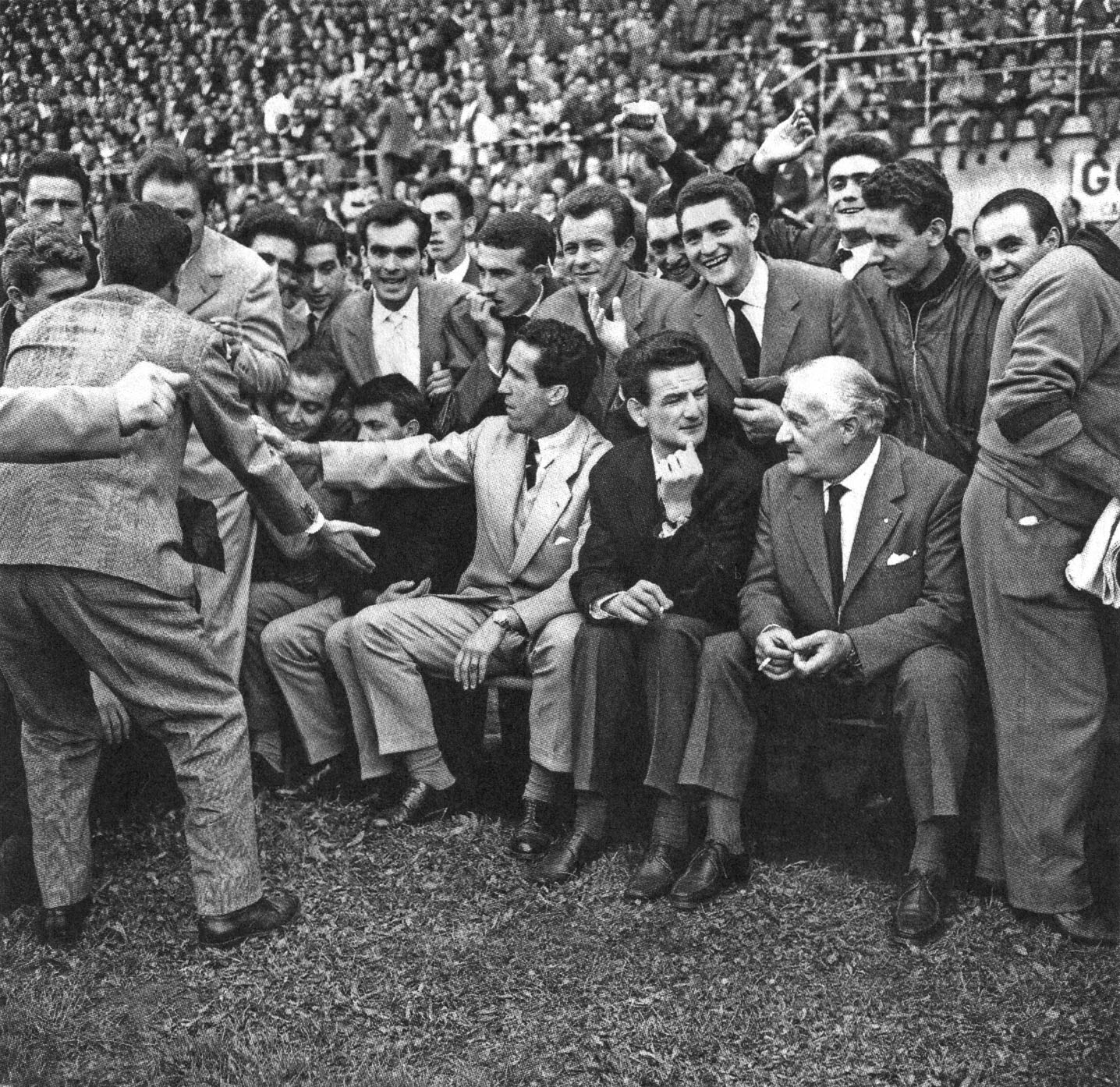
Un gruppo di «bauscia» nerazzurri, in giacca e cravatta come consuetudine dell'epoca, attornia il tecnico Helenio Herrera a San Siro nei primi anni 1960.

La cultura popolare vedeva il tifo interista diffuso largamente in ambito borghese e conservatore, mentre i sostenitori della rivale milanista provenivano perlopiù dal ceto proletario. Proprio in ragione di tali radici storiche, i tifosi nerazzurri vennero soprannominati «bauscia» («sbruffone» in dialetto meneghino) dagli avversari: i rossoneri furono a loro volta ribattezzati «casciavit», termine traducibile con «cacciavite» e riferito all'origine operaia.
Nel corso degli anni, entrambe le espressioni sono tuttavia cadute in disuso.

## Composizione demografica
Nella città di Milano, secondo un sondaggio condotto dall'istituto di rilevazioni SWG, su una metà della popolazione che ha dichiarato di aver interesse per il calcio, nel 2023 l'Inter risultava il secondo club con più tifosi, dietro il Milan, con una percentuale del 35% delle preferenze.
In ambito nazionale, secondo la ricerca multiclient annuale "Sponsor Value", realizzata dal 2001 da StageUp e Ipsos su un campione di riferimento nella popolazione italiana di età compresa tra 16 e 64 anni, al 2024 l'Inter risultava essere la seconda squadra di Serie A più tifata d'Italia, potendo contare su un seguito stimato in circa 4 109 000 tifosi; i nerazzurri, oscillando negli anni con il Milan tra il secondo e il terzo posto anche in questa particolare rilevazione sui supporter, rispetto al quadrienno precedente dell'indagine "Sponsor Value" risultano avere in linea di massima sempre la stessa base di tifosi (4,0 milioni e secondo posto nel 2023, 3,9 milioni e terzo posto nel 2022, 4 milioni e terzo posto nel 2021, 3,9 milioni e secondo posto nel 2020 e 4 milioni e secondo posto nel 2019).
Sempre in Italia, in base ai sondaggi condotti dalla società Demos & Pi sul tifo calcistico e sportivo degli italiani, pubblicati sul quotidiano la Repubblica e realizzati quasi annualmente nel periodo compreso tra il 2005 e il 2024, l'Inter in tutte le rilevazione oscilla tra il secondo e il terzo posto quale club più sostenuto nel Paese alternandosi sempre con i "cugini" del Milan, con in media una percentuale di tifoseria di circa il 15/16% tra coloro che seguono il calcio; l'ultima rilevazione, nel 2024, le attribuisce il secondo posto a pari merito con i rossoneri con il 15% di tifosi mentre quella con il valore più alto è stata nel 2011 (secondo posto con il 18,60%) e quella con il valore più basso si è avuta nel 2005 (terzo posto con il 13%). Sempre per Demos & Pi, nel 2023 i sostenitori dell'Inter erano distribuiti in maniera pressoché uniforme su tutto il territorio nazionale: infatti, la società nerazzurra risultava sul podio delle squadre con il più alto numero di sostenitori in quattro delle cinque regioni geografiche esaminate: secondo posto nel Centro-nord (14%) e terzo posto nel Nord-Ovest (23%), nel Nord-Est (16%) e nel Sud e isole (14%).
Inoltre, secondo un rapporto della società tedesca di indagini sul mercato sportivo Sport+Markt del 2010, l'Inter potrebbe altresì contare su un bacino potenziale di circa 17,5 milioni di sostenitori in Europa e di 9,3 milioni di simpatizzanti in Sudamerica (secondo un altro rapporto della stessa società del 2009).

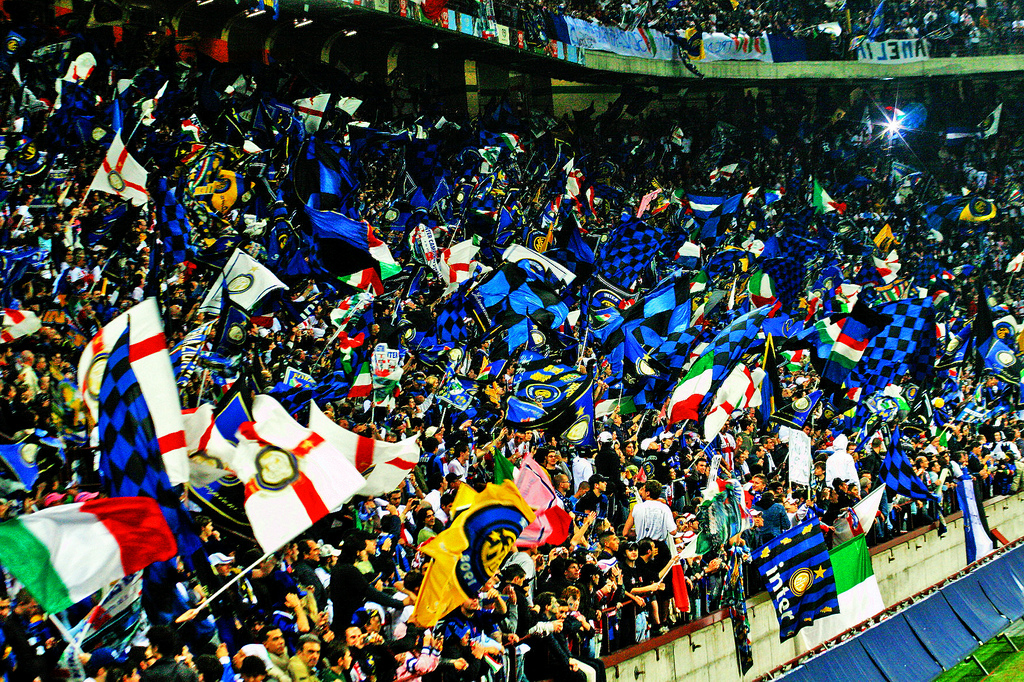
I supporter interisti festeggiano la vittoria del campionato 2007-08.

Un'indagine del 1968, a cura di Doxa, rivelò che in quell'anno la squadra (reduce dai fasti della Grande Inter) era la preferita dagli italiani: il 25,5 % del campione analizzato sosteneva infatti i nerazzurri. Un'altra ricerca, condotta nel 2002 da Landor Associates e pubblicata da Il Sole 24 Ore, riconosceva all'Inter il miglior brand power (ovvero il miglior ritorno di immagine per un investimento pubblicitario) dopo Manchester Utd e Real Madrid. Il risultato fu confermato nel 2004 da StageUp, la quale rilevava inoltre un costante aumento di tifosi, in particolare di età giovane. Uno studio della IQUII Sport dell'agosto 2022 pone l'Inter come terza squadra italiana più seguita tra i social media (YouTube, Twitter, Facebook e Instagram) con circa 42,4 milioni di follower.
Alla diffusione del tifo nerazzurro oltre le mura cittadine ha contribuito il fenomeno delle migrazioni interne di massa verso Milano (che assieme a Torino era il principale polo industriale del paese) nel secondo dopoguerra.

## Orientamento politico
Dal punto di vista politico, i gruppi di tifo organizzato dell'Inter sono prevalentemente schierati su posizioni di destra o estrema destra.

## Spettatori
La tifoseria nerazzurra contribuisce ad una percentuale di riempimento dello Stadio Giuseppe Meazza, durante le gare casalinghe dell'Inter, pari al 96,21% che risulta tra le più alte del panorama calcistico italiano nella stagione 2023-2024; in termini assoluti di spettatori allo stadio, dalla stagione 2000-2001 in poi, l'Inter è quasi sempre stata in vetta a questa particolare classifica per quanto concerne i club di Serie A. La migliore media di pubblico stagionale per la squadra, in campionato, è stata registrata nell'annata 2022-2023, quando vi fu una presenza media di 72630 spettatori per gara. I tifosi interisti fecero invece segnare il primato di abbonamenti stagionali in campionato per il club, acquistando 58410 tessere, nella stagione 1998-1999.

## Fan club
La compagine nerazzurra vanta un discreto quantitativo di sostenitori organizzati in associazioni e fan club: il principale è il Centro Coordinamento Inter Club (CCIC), con oltre 1 065 club ufficialmente riconosciuti dalla società.
Vi sono inoltre numerosi club sparsi in tutte le regioni d'Italia e in trenta paesi nel resto del mondo. Nell’aprile 2024 il club ha reso noto che i soci a livello globale sono 200.638 per 1.046 club distribuiti in 78 paesi (Gazzetta dello Sport, 12 aprile 2024).

## Tifoseria organizzata

### Storia
Il concetto di tifoseria organizzata allo stadio è stato introdotto a Milano da Helenio Herrera negli anni 1960 ai tempi della Grande Inter, la seconda formazione capace di attrarre a sé il tifo organizzato dopo il Milan, che già dal 1967 e 1968 aveva visto la costituzione dei primi due gruppi ultras italiani: i Commandos Tigre e la Fossa dei Leoni.
La Curva Nord di San Siro è il settore dello stadio dove la tifoseria interista si schiera durante le partite casalinghe. I sostenitori dell'Inter sono divisi in vari gruppi ultras, tra cui: Boys San 1969, Ultras 1975, Boys San sezione Roma 1979, Viking 1984, Irriducibili 1988, Brianza Alcoolica 1985, Viking Gruppo Novara 1987, Gruppo Imbastisci Milano 1993, Pitbull Crew Milano, Milano Nerazzurra 1977, Squilibrati Milano 2006, Tori del Nord Est e North Crew (i cui membri provengono da Torino e il Piemonte). Dal 2007 i gruppi della tifoseria, al fine di coordinare al meglio la gestione e l'organizzazione del tifo e delle coreografie, si sono uniti neI Direttivo Curva Nord Milano 1969, mantenendo i propri striscioni in casa ma riunendosi dietro il vessillo C.N. '69 in trasferta. La Curva Nord diffonde un giornale ufficiale dal 2000, L'Urlo della Nord che dal 4 gennaio 2023 cambia il proprio nome in Secondo Anello Verde.
Altri gruppi organizzati si trovano in altri settori dello stadio, come la Banda Bagaj, in Curva Sud, il club Templari nel primo anello arancio, i Setnik e gli Old Fans - Gate 3 al primo anello verde. I Setnik nell'estate 2022 si uniscono al gruppo Amici Interisti e insieme vanno a formare i North Crew e spostandosi, come gli Old Fans, in curva.
I primi gruppi di tifosi organizzati per sostenere la squadra nerazzurra furono i Moschettieri prima e gli Aficionados poi, proprio nell'era della Grande Inter.
Il gruppo interista più antico e importante è proprio quello dei Boys-San, fondato nel 1969. Il gruppo nacque dalla defezione di alcuni ragazzi dall'Inter Club Fossati, il cui presidente tra il 1966 e il 1968 era Carlo Cerquetti, e prese il nome da Boy, un ragazzino dispettoso protagonista di alcuni fumetti pubblicati sul giornale della società interista. La data di nascita esatta è il 26 gennaio 1969, quando, di ritorno da una trasferta a Bologna, alcuni sostenitori in disaccordo con la presidenza del club Fossati si distaccarono e formarono un gruppo autonomo. Il nome originario fu 11 assi, Boys - Le furie nerazzurre e il primo striscione comparve nel marzo del 1970 a Roma, in un incontro che vedeva la squadra milanese opposta alla Lazio. Tornati a San Siro, il mese successivo il gruppo prese posto nell'attuale secondo anello arancione, spostato nella metà del settore che dà verso nord.

Il tifo interista si ritrova in piazza del Duomo a Milano per celebrare lo scudetto dei record 1988-1989.

Negli anni 1970 nacquero le prime tensioni e i primi scontri con gli altri gruppi di tifosi, su tutti quelli della Juventus, dell'Atalanta, della Sampdoria e soprattutto del Milan. Con questi ultimi gli scontri erano feroci e il posizionamento delle opposte tifoserie non era d'aiuto: entrambe prendevano posto all'interno del secondo anello arancione, gli interisti nella metà a nord e i milanisti nella metà a sud. Con i lavori di ristrutturazione i gruppi presero posto nelle due opposte curve: l'Inter nella Nord e il Milan nella Sud. La soluzione è adottata ancora oggi, tanto che le due curve sono ormai diventate il simbolo dei gruppi di tifosi che le occupano.
Nel 1981 si assistette al cambio del nome dei Boys, che divenne l'attuale Boys-San, ovvero Boys-Squadre d'Azione Nerazzurre (l'acronimo SAN si riferisce alle Squadre d'azione di Benito Mussolini).
Anche durante gli anni 1980 gli scontri con le altre tifoserie furono molto violenti. In occasione del Mundialito 1983 le opposte tifoserie milanesi stipularono un patto di non aggressione che tuttora vige e che, insieme all'arrivo delle prime diffide da parte della Polizia, spostò l'attenzione delle curve verso un aspetto di maggior interesse: le coreografie. Nate già negli anni 1970 come semplici striscioni o sventolio di bandiere, nel decennio seguente si sono evolute fino a diventare, ai giorni nostri, un importante argomento di sfida tra le tifoserie. È ormai consuetudine giornalistica aprire i servizi dedicati alle sfide calcistiche (il derby di Milano su tutte) presentando le due opposte coreografie. Risale, inoltre, al 1985 il primo bandierone copricurva dell'Inter.
Un altro storico gruppo ultras fu quello degli Skins, creato nel 1986 e scioltosi quattro anni più tardi a causa di disguidi con le altre fazioni della Curva Nord e, soprattutto, per la repressione derivata dall'estrema violenza del gruppo, «apertamente neonazista». Molti degli ex membri confluirono negli Irriducibili, attualmente la sigla più politicizzata della curva.
Altri sodalizi minori non più esistenti che si distinsero furono gli Hell's Commandos (1983-1986), i Longobards (anni 1980), gli Snakes (fine anni 1980-1992), i Monkeys (1988-2012), gli Sturm Und Drang (1989-2003) , i Perversi (1992-2002), i Nord Kaos (1995-2006), le Monelle (1996-2001), i Senza Tregua (1994-2006), i Bulldogs (1988-2022), i Pessimi Elementi (2005-2022). Importante fu la presenza della Nuova Guardia Ultrà (1993-1997), primo gruppo ultrà interista a posizionarsi in curva sud.
Nel 2022 tutte le fazioni della tifoseria organizzata nerazzurra, quindi Viking, Ultras, Irriducibili, Brianza, Milano Nerazzurra, Boys-San, hanno stipulato un accordo e tramite un comunicato pubblicato sui vari social media hanno annunciato la decisione di far confluire i vari gruppi in un unico solo, sotto il nome di Curva Nord Milano 1969. Come specificato in seguito, tuttavia, non si è trattato di uno scioglimento dei gruppi citati, i cui simboli, infatti, sono apparsi sullo striscione esposto in curva. Alla decisione buona parte degli Irriducibili non ha aderito, optando per l'uscita dalla curva e presenziando solo alle trasferte. Nell'ambito della riorganizzazione della curva, sono state confermate altre sigle quali Squilibrati, North Crew, Old Fans-Internati, Pitbull Crew, Imbastisci, Boys Roma e Tori del Nord-Est, mentre sono nati due nuovi gruppi, lo Scompiglio Meneghino e la Brigata 1908.
Nel maggio del 2025, alcuni mesi dopo che il vecchio direttivo era stato azzerato dall'inchiesta giudiziaria Doppia Curva e lo striscione Curva Nord Milano 1969 vietato, i gruppi della Curva Nord comunicano la decisione di tornare ad essere indipendenti e non più riuniti sotto un unico nome.

### Cronologia
1969 - Nascita dei Boys-SAN
1975 - Nascita degli Ultras
1977 - Nascita della Milano Nerazzurra
1979 - Nascita dei Boys sezione Roma
1984 - Nascita dei Viking
1985 - Nascita della Brianza Alcoolica
1986 - Nascita degli Skins
1988 - Nascita degli Irriducibili; nascita dei Bulldogs
1990 - Scioglimento degli Skins
1993 - Nascita degli Imbastisci
1995 - Nascita dei Nord Kaos
2002 - Nascita dei Pitbull
2007 - Scioglimento dei Nord Kaos; nascita degli Squilibrati
2014 - Nascita degli Old Fans
2018 - Nascita dei Tori del Nordest
2022 - Scioglimento dei Bulldogs; nascita dei North Crew
2023 - Nascita della Brigata 1908
2024 - Scioglimento dei Tori del Nordest, dei Pitbull e degli Irriducibili; nascita degli Warriors

### Gemellaggi e rivalità

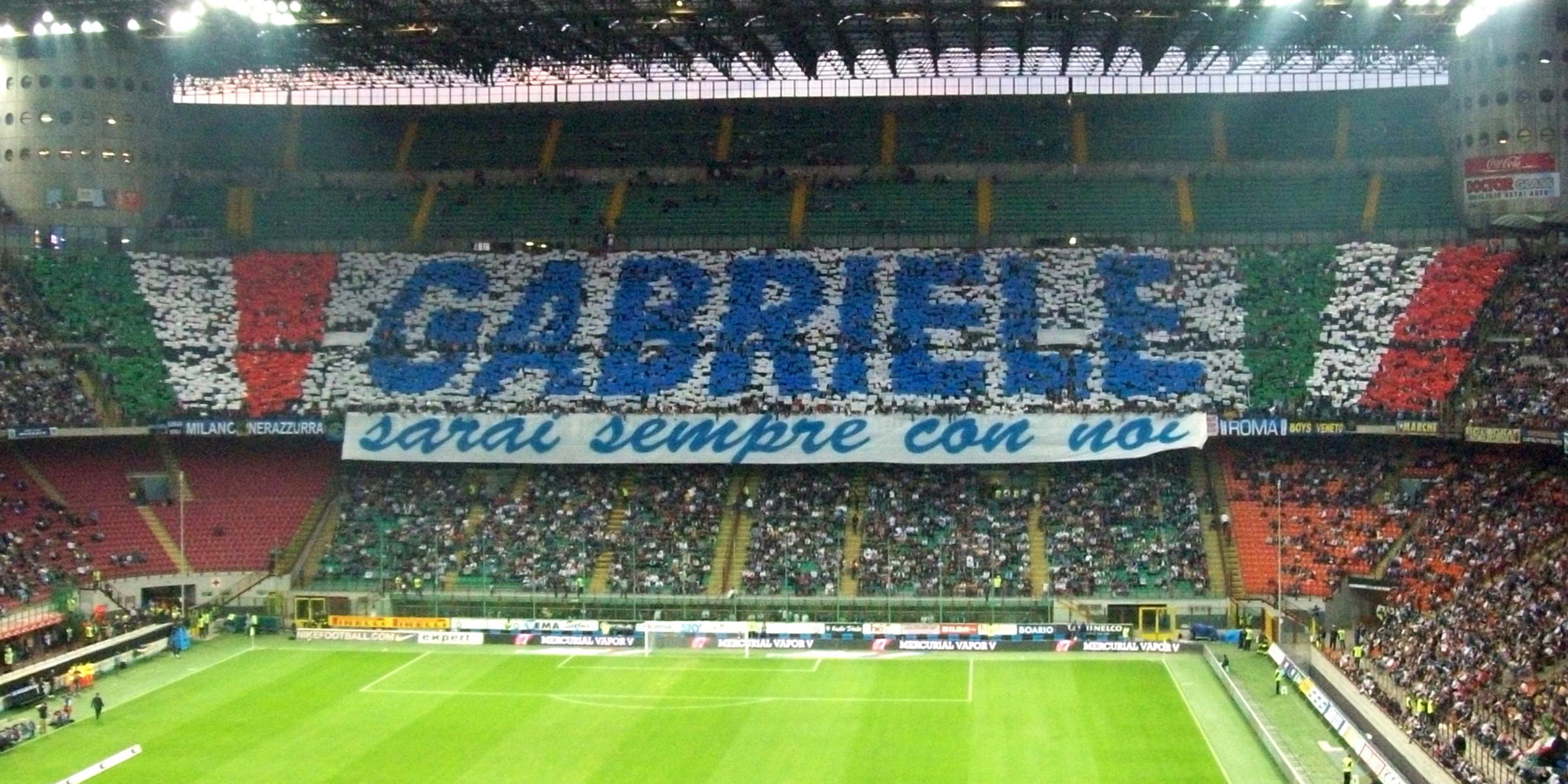
Gemellaggio tra tifosi laziali e interisti il 2 maggio 2009, con l'omaggio a Gabriele Sandri, tifoso biancoceleste morto nel 2007.

Le tifoserie gemellate storicamente in Italia con quella dell'Inter sono quelle del Varese (ufficializzato dal 2004, ma esistente da tempo per la rivalità con i tifosi comaschi, un tempo gemellati col Milan) e soprattutto della Lazio. Quello con i laziali è sicuramente uno dei gemellaggi più solidi e importanti d'Italia, dato che affonda le proprie radici al 1989 in risposta all'antico gemellaggio (poi rotto) fra Roma e Milan. Il legame è stato rinsaldato nella finale di Coppa UEFA 1997-1998 a Parigi, il 5 maggio 2002 e il 2 maggio 2010 all'Olimpico, quando i tifosi laziali augurarono agli interisti la conquista del tricolore contro i comuni rivali della Roma.
Diversi i rapporti con le tifoserie estere. Dal 2013 è ufficiale il gemellaggio con la tifoseria del Nizza, mentre nel 2020 è nato quello con il gruppo Stf dello Stal Stalowa Wola (Polonia); tra il 2022 e il 2023 sono stati ufficializzati invece i legami con i Bultras del Botev Plovdiv (Bulgaria) e con Ehv-Hools e Boys '91 del PSV, mentre è nata un'amicizia (non ancora gemellaggio) con i District 48 della Dinamo Bucarest. 
Il 20 ottobre 2010, durante la partita di Champions League tra l'Inter e i londinesi del Tottenham, è nata l'amicizia con la Kop, frangia storica dei tifosi del Liverpool, quando i supporters nerazzurri hanno ospitato quelli dei Reds nella propria curva. Questi ultimi hanno anche esposto uno striscione di ringraziamento per il loro ex tecnico Rafa Benítez, all'epoca allenatore dei meneghini. Il legame, non un vero e proprio gemellaggio, continua ancora oggi, retto principalmente dal gruppo degli Irriducibili.
Tra il 2022 e il 2023 si è invece interrotto il gemellaggio con gli spagnoli del Valencia, legame nato nel 2004: non sono ancora chiare le motivazioni, probabilmente dovute al cambio di gestione in Curva Nord. 
Tra i gemellaggi oggi sciolti si ricordano quello con la Fiorentina (1979-1988) per l'acquisto da parte dell'Inter dell'ex viola Nicola Berti; con il Cagliari (1989-1997) per vari contrasti, tra cui l'amicizia tra sardi e atalantini allora vigente; con la Sampdoria (1982-1992), per aver sconfitto i nerazzurri nello scontro diretto nella stagione 1990-91, spegnendo le speranze nerazzurre di vincere lo scudetto, senza scemare però in una rivalità sentita; con il Bari (1980-1994), persosi nel tempo e mutato in una dura rivalità poi scemata in una sorta di tregua; con il Borussia Dortmund (1993), spentosi per la mancanza di incontri, e soprattutto con il Verona (1985-2001), a causa di dissidi con il direttivo della curva gialloblù.. In passato sono esistiti rapporti di amicizia o rispetto anche con le tifoserie di Udinese (1980-1996), Torino (1980-1982), Cremonese, Fürth, Olympique Lione, Sturm Graz, Siena, Catania (2007-2011).
Le rivalità più accese sono soprattutto con le tifoserie della Juventus, con cui l'Inter dà vita al derby d'Italia, e con la rivale cittadina, il Milan, con cui i nerazzurri disputano il derby di Milano, detto anche derby della Madonnina. È in questi due match che le presenze allo stadio arrivano di solito all'apice, fino quasi all'esaurimento dei posti. Altre forti rivalità sussistono con le tifoserie del Verona (dopo la rottura del gemellaggio), del Napoli, dell'Atalanta e della Roma: quest'ultima si è accentuata soprattutto nel quinquennio 2006-2011, di pari passo con la crescente rivalità sportiva.. Rivalità molto sentite sono quelle con Genoa, Bologna, Torino (da sempre, malgrado la breve amicizia), Livorno, Brescia (per il gemellaggio che gli ultrà intrattengono con i milanisti), Como e Ascoli. L'inimicizia con i sostenitori della compagine picena è riconducibile ad una tragedia avvenuta nel 1988, quando Nazzareno Filippini (capo ultrà dei bianconeri) decedette in seguito alle percosse subìte negli scontri del dopo-partita.
Contrasti minori esistono infine con le tifoserie Fiorentina, Cagliari e Bari (dopo la rottura dei gemellaggi); di Catania (dopo la fine del rapporto di rispetto), Vicenza, Parma, Piacenza, Palermo, Messina, Salernitana, Reggina, Lecce, Empoli, Perugia, Venezia e Cesena in casa; e Schalke 04, Barcellona, Atlético Madrid, Porto e AEK Atene all'estero..
Negli anni 1980 sussistette una forte rivalità con i tifosi del Real Madrid, a causa dei numerosi confronti fra le due formazioni, scemata nel corso del ventennio seguente e mutatasi in rispetto reciproco in occasione della vittoriosa finale di Champions League del 2010, giocata contro il Bayern Monaco proprio a Madrid, con i supporters madrileni grati agli interisti per aver eliminato i rivali storici del Barcellona in semifinale.

### Pubblicazioni varie
- Demos & Pi, LI Osservatorio sul Capitale Sociale degli italiani - Il tifo calcistico in Italia (PDF), settembre 2016.